# وس لی
وس لی (انگلیسی: Wes Lee؛ زادهٔ ۲ نوامبر ۱۹۹۴) کشتی‌گیر کشتی حرفه‌ای اهل ایالات متحده آمریکا است.